# Лукінггласс (Орегон)
Лукінггласс (англ. Lookingglass) — переписна місцевість (CDP) в США, в окрузі Дуглас штату Орегон. Населення — 916 осіб (2020).

## Географія
Лукінггласс розташований за координатами 43°11′5″ пн. ш. 123°30′0″ зх. д. / 43.18472° пн. ш. 123.50000° зх. д. (43.184802, -123.499903).  За даними Бюро перепису населення США в 2010 році переписна місцевість мала площу 29,99 км², уся площа — суходіл.

## Демографія
Згідно з переписом 2010 року, у переписній місцевості мешкало 855 осіб у 335 домогосподарствах у складі 255 родин. Густота населення становила 29 осіб/км².  Було 346 помешкань (12/км²).
Расовий склад населення:
| - 95,4 % — білих - 1,3 % — корінних американців - 0,5 % — чорних або афроамериканців - 0,4 % — азіатів |

До двох чи більше рас належало 2,2 %. Частка іспаномовних становила 3,7 % від усіх жителів.
За віковим діапазоном населення розподілялося таким чином: 18,8 % — особи молодші 18 років, 61,4 % — особи у віці 18—64 років, 19,8 % — особи у віці 65 років та старші. Медіана віку мешканця становила 50,1 року. На 100 осіб жіночої статі у переписній місцевості припадало 95,2 чоловіків;  на 100 жінок у віці від 18 років та старших — 94,4 чоловіків також старших 18 років.
Середній дохід на одне домашнє господарство  становив 53 838 доларів США (медіана — 44 408), а середній дохід на одну сім'ю — 55 624 долари (медіана — 44 474). 
Цивільне працевлаштоване населення становило 481 осіб. Основні галузі зайнятості: освіта, охорона здоров'я та соціальна допомога — 31,0 %, науковці, спеціалісти, менеджери — 22,5 %, будівництво — 13,5 %, публічна адміністрація — 10,0 %.